# Andrei Neguț
- Acest articol se referă la Andrei Neguț, fostul olimpic și actualul matematician român. Pentru diplomatul și politicianul din Republica Moldova, vedeți articolul Andrei Neguța.

Andrei Neguț (n. 31 ianuarie 1986, Craiova) este un fost elev român al Colegiului Național de Informatică „Tudor Vianu" din București, excepțional dotat pentru matematică, unul din componenții lotului de matematică al României, care a participat la trei Olimpiade Internaționale de Matematică cu rezultate remarcabile:
- 2000 - Medalia de aur la Balcaniada de Juniori din Cipru
- 2002 - Medalia de aur la Olimpiada Balcanică de Matematică din Turcia
- 2002 - Medalia de argint la Olimpiada Internațională de Matematică din Marea Britanie
- 2003 - Medalia de argint la Olimpiada Internațională de Matematică de la Tokyo
- 2004 - Medalia de aur la Olimpiada Balcanică de Matematică din Bulgaria
- 2004 - Medalia de aur la Olimpiada Internațională de Matematică de la Atena.

A studiat apoi la Universitatea Princeton, unde în teza de dizertație a rezolvat o problemă deschisă din matematică (“Laumon spaces and many-body systems”, pentru care i s-a acordat Premiul Morgan pe anul 2009 ), ceea ce se întâmplă foarte rar.
După absolvire, Andrei a călătorit un an prin Europa, trecând pe la mai multe institute de cercetări (Institut des Hautes Etudes Scientifiques din Franța, Max-Planck-Institut für Mathematik din Germania și Institutul de Matematici „Simion Stoilov” al Academiei Române), unde a studiat matematicile din diferite perspective.
În perioada 2009 - 2012 a urmat și absolvit cursurile de master la Universitatea Harvard (Peirce fellowship).
În anii 2012 – 2015 a urmat cursurile doctorale și și-a luat doctoratul în matematici la Universitatea Columbia (Dean’s fellowship).